# Años 1990

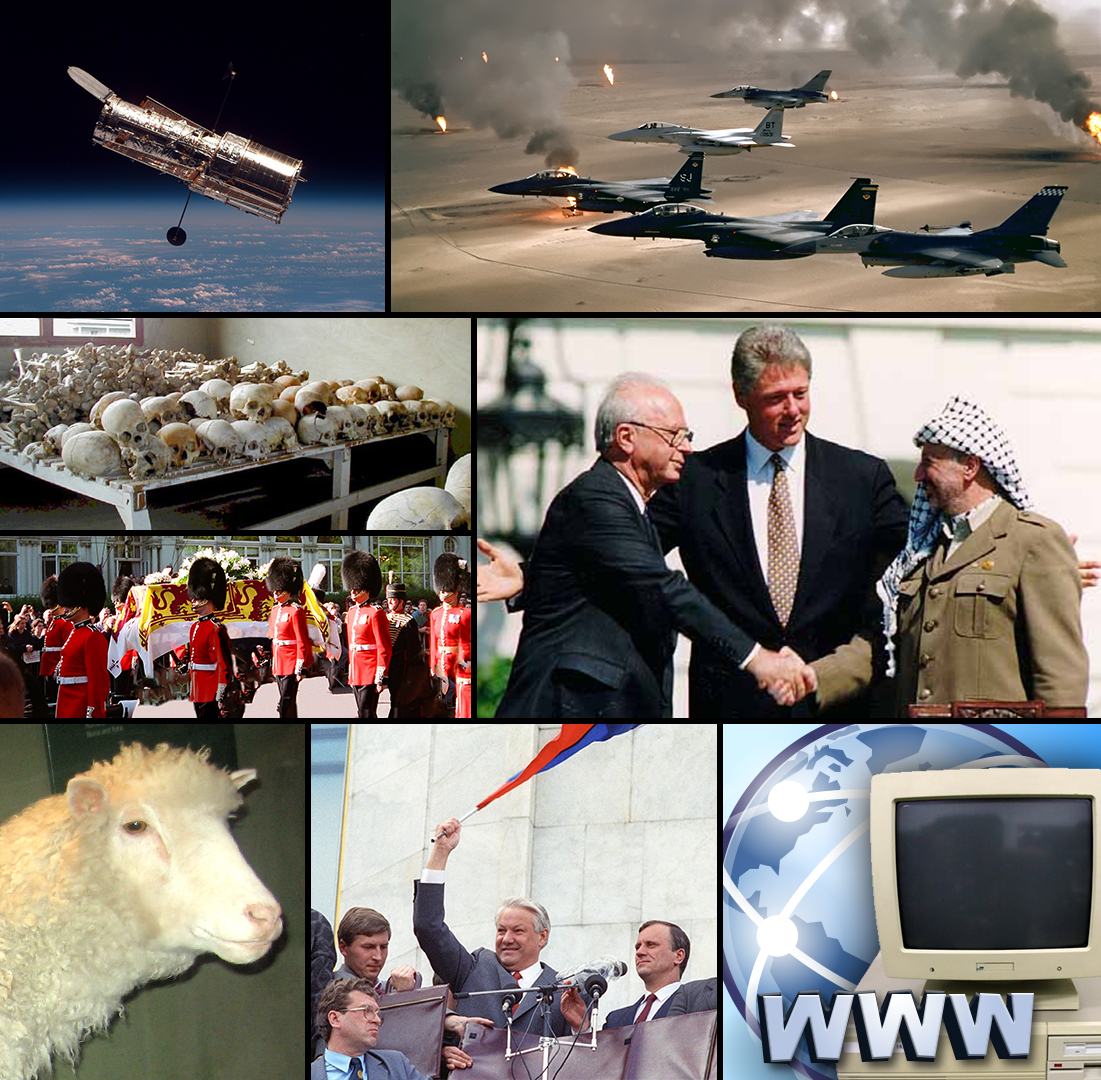
De izquierda a derecha: El telescopio espacial Hubble; aviones estadounidenses sobrevuelan Irak durante la Guerra del Golfo (1991); Genocidio de Ruanda de 1994; el funeral de Diana de Gales; la firma del Acuerdos de Oslo en 1993; la oveja Dolly, el primer mamífero en ser clonado; Boris Yeltsin durante el intento de golpe de Estado en la Unión Soviética; World Wide Web.

El decenio de los años 90 del siglo XX o, popularmente conocido como los 90 o decenio de 1990, comprenden el periodo de tiempo que se dio entre el 1 de enero de 1990 al 31 de diciembre de 1999. La caída del muro de Berlín y el derrumbamiento de la Unión Soviética abrieron una época conocida como la Posguerra Fría. El colapso soviético liquidó la antigua política de bloques bipolar, iniciada tras el final de la Segunda Guerra Mundial y dio paso a un nuevo cuadro internacional con los Estados Unidos como única superpotencia. Algunos hablaban del fin de la historia, en la que las democracias liberales han ganado al comunismo y finaliza la lucha de ideologías iniciada en el siglo XIX.
En Europa el decenio se inicia pocos meses después de la caída del muro de Berlín en 1989 y el fin de la Guerra Fría. Gran cantidad de los países del este europeos se encontraban en un doble proceso de transición: de autoritarismo a democracia, y de economía planificada a economía de mercado. Algunos países como Checoslovaquia, Yugoslavia y la propia Unión Soviética se desintegraron. En el caso yugoslavo se produjeron enfrentamientos violentos debido a los nacionalismos que provocaron las llamadas «guerras yugoslavas» durante todo el decenio. Otros países que estaban ligados económicamente a la Unión Soviética sufrieron una fuerte caída económica como Cuba, Corea del Norte o Finlandia. Por otro lado, se acelera la integración de la Unión Europea, con acuerdos como el Tratado de Maastricht o el Tratado de Ámsterdam.
En agosto de 1990 estalla la guerra del Golfo. Esta guerra inicia cuando Irak bajo el mandato de Saddam Hussein invade Kuwait y lo anexiona a su territorio, el jefe de Estado kuwaití pide ayuda a Estados Unidos (gobernado por su presidente George H. W. Bush) y a la comunidad internacional y como respuesta a la ayuda en 1991 Estados Unidos con una amplia coalición internacional bajo apoyo de las Naciones Unidas invade y libera Kuwait bajo la denominada Operación Tormenta del Desierto y gana la guerra a Irak quedando este último país inmerso en una gran crisis y afectado con sanciones internacionales.
En 1992 Somalía se encuentra en una guerra civil y una crisis política y social de gran magnitud con hambrunas y enfermedades que obligan a la comunidad internacional a intervenir con una coalición de países bajo el auspicio de la ONU y liderada por los Estados Unidos en la que se entrometen en dicho país y más tarde en octubre de 1993 se desata la batalla de Mogadiscio entre las fuerzas intervinientes, sobre todo las estadounidenses, contra las guerrillas somalies, dicha batalla es considerada una de las batallas más sangrientas de la década. Luego de la batalla, la ONU y el presidente de los Estados Unidos Bill Clinton deciden retirar las tropas de dicho país africano. Más tarde en 1994 en Ruanda se desata un genocidio en el que se produce la muerte de millones de personas.
En Asia, China recupera la colonia británica de Hong Kong en 1997 y la portuguesa de Macao en 1999. La crisis financiera asiática iniciada en 1997 provocó el aumento de la pobreza generalizada en los países del Sudeste Asiático. En África la segunda guerra del Congo involucra a varios países africanos y provoca millones de muertos.
En el contexto latinoamericano, Estados Unidos acordó el Consenso de Washington con los países de dicha región, Estados Unidos entabló lazos económicos y comerciales con algunos países del continente que eligen privatizaciones en áreas de sectores de servicios públicos y empresariales, como Argentina, Perú, Brasil, Venezuela y México. Al principio dicho acuerdo llegó a lograr un ascenso en la economía y consumo de dichos países latinoamericanos como por ejemplo en Argentina, pero a la larga posteriormente se produjo un endeudamiento y crisis que se desataron en países como Argentina, en México como fue el Efecto Tequila y en Brasil el Efecto Caipirinha; mientras que fuera de Latinoamérica en otros países del mundo como en Rusia se desató el Efecto Vodka y en el sudeste asiático el Efecto Arroz.
Culturalmente, la década de 1990 se caracterizó por el auge del multiculturalismo y de los medios alternativos, que continuó en los años 2000. Se produjo el auge de nuevas tecnologías, como la televisión por cable, la telefonía móvil (analógica y posteriormente digital), y de Internet. En la TV aparecen los primeros realities televisivos.
El fin de la década coincide con la explosión de la burbuja de las punto-com, que se infló entre los años 1997-2000 y estalló en el año 2000, llevando a la quiebra a numerosas empresas tecnológicas en los países más desarrollados.

## Resumen de los principales acontecimientos históricos

### De 1990 a 1992

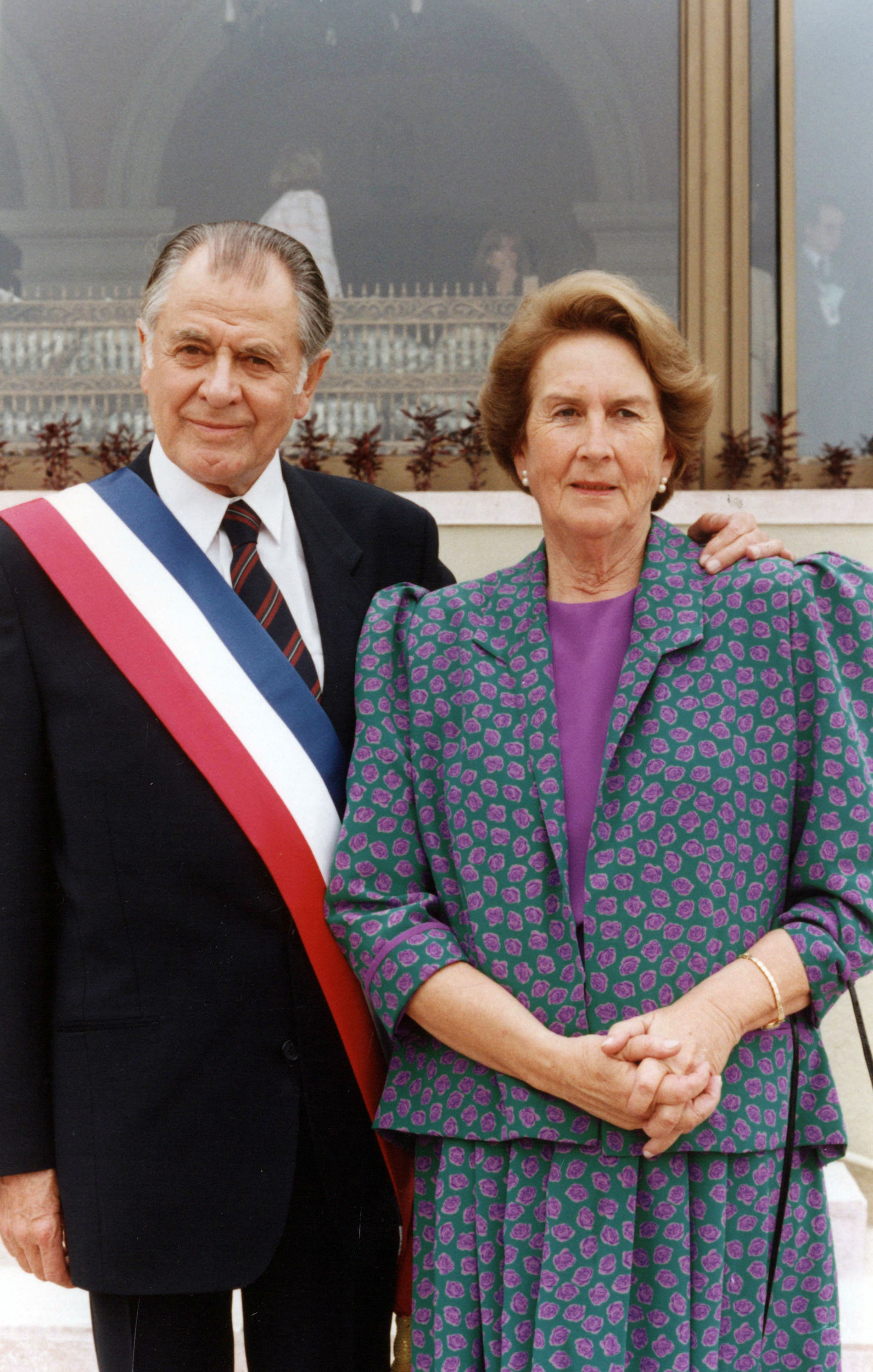
Presidente Patricio Aylwin junto a su esposa.

- 1990: Fin de la dictadura militar en Chile. El 11 de marzo de 1990, termina el régimen militar dirigido por Augusto Pinochet, asumiendo la presidencia Patricio Aylwin, además de la reapertura del Congreso Nacional, cambiando su sede de Santiago a Valparaíso. Luego del plebiscito realizado en 1988, donde ganó la opción NO que decidió el fin del régimen de Pinochet y las elecciones celebradas en 1989, donde ganó el candidato de la Concertación de Partidos por la Democracia, el mencionado Aylwin. Con este traspaso de mando comenzaría el mandato de 4 años de Aylwin, y el período conocido como Transición a la democracia. Pinochet continuaría al mando del Ejército de Chile hasta 1998. Entre 1990 y 1991, la Comisión Nacional de Verdad y Reconciliación, presidida por Raúl Rettig, se dedicó a investigar las violaciones a los Derechos Humanos ocurridas durante la Dictadura Militar. Durante el periodo de Aylwin, también hubo actos de presión desde las Fuerzas Armadas hacia el poder ejecutivo en los denominados ejercicios de enlace y el boinazo. También durante esta época se produjeron los últimos actos violentos del FPMR como lo fueron el asesinato del senador Jaime Guzmán y el secuestro de Cristián Edwards.

- 1990: Derrota electoral del FSLN y fin de la guerra civil en Nicaragua. El 25 de febrero de 1990 se llevaron a cabo elecciones generales en Nicaragua, dando como ganador con el 54.74% de los votos a Violeta Chamorro, candidata de la Unión Nacional Opositora, de tendencia derechista y liberal, por encima del 40.82 % de votos dirigidos al entonces presidente Daniel Ortega, del Frente Sandinista de Liberación Nacional, partido de tendencias izquierdistas que había llegado al poder en 1979 luego de derrocar mediante la vía armada a la dictadura de los Somoza; de esta manera se pone fin a una década de guerra civil entre el grupo guerrillero anticomunista conocido como los Contras y el Ejército Popular Sandinista, conflicto que desde 1980 habría producido 50,000 fallecidos, miles de desplazados y una profunda recesión económica. Violeta Chamorro tomaría posesión de la presidencia el 25 de abril de 1990, convirtiéndose de esta manera en la primera mujer presidente en la historia de Nicaragua.

- 1990: Reunificación de Alemania. El 1 de julio de 1990, ambos estados llevaron a cabo una unión económica, monetaria y social. El 3 de octubre se disolvió la RDA, de forma que todos sus habitantes se convirtieron en ciudadanos de la RFA, tras haberse notificado en los parlamentos de ambos países el Tratado de Unificación acordado un mes antes. Con anterioridad, había tenido lugar la firma del denominado Tratado 2+4, alcanzado en Moscú (Unión Soviética, actual capital de Rusia) el 12 de septiembre de 1990 por Francia, Reino Unido, Estados Unidos y la Unión Soviética, por un lado, así como por los respectivos gobierno de la RFA y de la RDA, por otro; según este acuerdo las principales potencias internacionales responsables de la partición de Alemania en 1945, tras el final de la II Guerra Mundial, asistían y aprobaban los pasos finales que permitirían el nacimiento de una única Alemania. La coalición dirigida por Kohl consiguió la victoria en las elecciones que se celebraron en los territorios de los antiguos países en diciembre de 1990.

- 1990: Fujimori, presidente de Perú. El fracaso del presidente Alan García en su intento de solventar la grave crisis económica que se cernía sobre el país fue la principal causa de la derrota de su partido, el APRA, en las elecciones de 1990. Alberto Fujimori, fundador, en 1988, del movimiento Cambio 90, logró alzarse con el triunfo en la consulta electoral, siendo elegido presidente en la segunda vuelta frente al candidato de la coalición conservadora, Mario Vargas Llosa. Fujimori asimismo, fue el primer ciudadano de raza japonesa en la historia en gobernar un pueblo fuera del Japón.

- 1991: Guerra del Golfo. El 17 de enero de 1991, las fuerzas aliadas desencadenaron la operación Tormenta del Desierto, una amplia ofensiva aérea y aeronaval que se desarrolló durante cuarenta días a razón de más de 2000 salidas diarias. Los Estados Unidos utilizaron medios sobre todo misiles de crucero Tomahawk y los aviones de combate F-117 A para destruir tanto en Kuwait como en Irak los centros de control y de comunicaciones iraquíes, así como varias instalaciones químicas.

- 1991: Desintegración de Yugoslavia. Estalla la guerra de Bosnia. La diversidad étnica y religiosa, fue, desde los años setenta, uno de los principales problemas de las seis repúblicas —Croacia, Eslovenia, Serbia, Bosnia-Herzegovina, Montenegro y Macedonia— integrantes de la Federación Yugoslava. Tras la muerte de Tito (1980) las diferencias se acrecentaron. Croacia y Eslovenia iniciaron su separación a finales de 1989; en el verano de 1991 proclamaron su independencia con respecto al gobierno federal, dominado por Serbia, que envió al ejército para someter a las repúblicas rebeldes. En 1991 los enfrentamientos entre las autoridades croatas y la minoría serbia de esta república, y el carácter particularmente precario de la situación de Kosovo, donde cerca de 2 millones de albaneses, mayoritarios en esta provincia

- 1991: El final del telón de Acero y la desintegración de la Unión Soviética. Entre las más importantes novedades de la nueva política soviética, destacó a partir de 1989 la negativa de la Unión Soviética a intervenir en Europa del Este, a diferencia de épocas pasadas, en el desarrollo de los movimientos reformistas que pusieron fin a los gobiernos comunistas de Polonia, Hungría y Checoslovaquia y que culminaron en octubre de 1990 con la reunificación alemana. En 1991, el COMECON y el Pacto de Varsovia, dos de las piedras angulares de la política exterior soviética, fueron disueltos. Tampoco el comunismo soviético era inmune a las fuerzas que habían hundido a los regímenes de los países del Este. En febrero de 1990 y en un proceso de deterioro cada vez mayor de la economía soviética, el PCUS acordó ceder su monopolio político. En marzo, cuando Gorbachov era el presidente ejecutivo del país, grupos insurgentes lograron un significativo ascenso en las elecciones locales. Gorbachov había perdido considerable apoyo entre la población por su política interna. El 11 de marzo Lituania declaró su independencia, desafiando las sanciones impuestas por Moscú. Los grupos nacionalistas y los movimientos independentistas también actuaron en otras repúblicas y los estallidos de violencia étnica cada vez se hicieron más frecuentes. En noviembre, Gorbachov pretendió de nuevo ampliar sus poderes presidenciales para ejecutar sus reformas políticas y económicas. El sector duro comunista, en el que se encontraban muchos de los altos cargos del gobierno, dio un golpe de Estado en agosto de 1991, mantuvo a Gorbachov bajo arresto domiciliario e intentó reinstaurar el control centralizado comunista. En tres días los reformistas encabezados por Borís Yeltsin detuvieron el golpe y comenzaron a desmantelar el aparato del partido. Con la Unión Soviética al borde del colapso, el Congreso de Diputados del Pueblo acordó el 5 de septiembre establecer un gobierno provisional en el que el Consejo de Estado, encabezado por Gorbachov y compuesto por los presidentes de las repúblicas participantes, ejercería poderes de emergencia. Al día siguiente, el Consejo reconoció la independencia de Lituania, Estonia y Letonia. La creciente influencia de Yeltsin acabó con la de Gorbachov, y el gobierno de la Federación Rusa asumió los poderes que había ejercido el desaparecido gobierno soviético. El 21 de diciembre de 1991 la Unión Soviética dejó formalmente de existir. Once de las doce repúblicas que habían permanecido casi hasta el final integrando el Estado soviético (Georgia había declarado su independencia en abril de ese año), Armenia, Azerbaiyán, Bielorrusia, Kazajistán, Kirguizistán, Moldavia, Rusia, Tayikistán, Ucrania y Uzbekistán; acordaron crear la llamada, de forma imprecisa, Comunidad de Estados Independientes (CEI). Gorbachov dimitió el 25 de diciembre y al día siguiente el Congreso de Diputados del Pueblo proclamó la disolución de la Unión Soviética.

### De 1993 a 1994

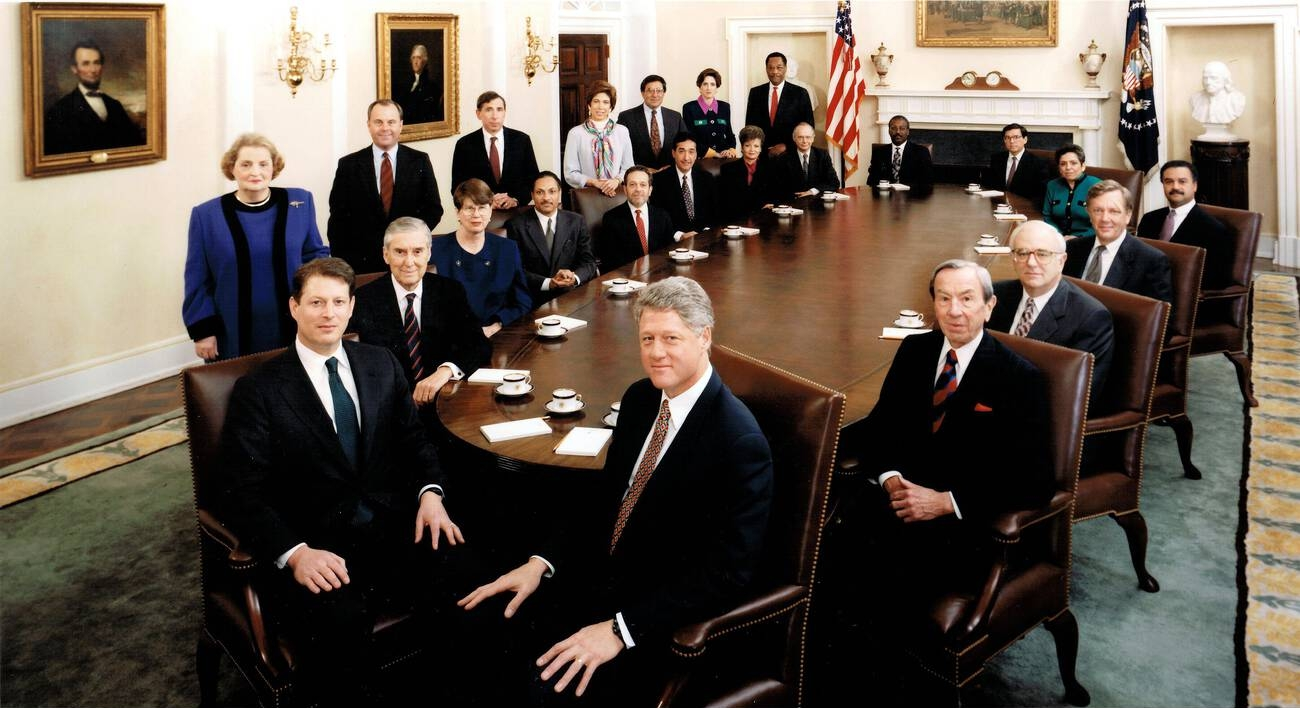
Primer Gobierno de Bill Clinton.

- 1993: Comienza la era Clinton. A pesar del éxito obtenido tras la victoria en la guerra del Golfo, George Bush, más dedicado a la política exterior que a los problemas internos de su país fue perdiendo popularidad. La recesión económica interior fue una de las principales causas de su fracaso en las elecciones del 4 de noviembre de 1992, frente al demócrata Bill Clinton, quien obtuvo 370 de los 538 compromisarios que integran el colegio electoral, con el 43,2 % del voto popular y 44 millones de votos, cerca de 6 de ventaja sobre Bush. El 20 de enero de 1993, tomó posesión como el 42 presidente de los Estados Unidos.

- 1993: Entrada en vigor de la creación de la Unión Europea
- 1994: Genocidio de tutsis en Rwanda, entre el 7 de abril y el 14 de julio.

### De 1995 a 1996
- 1995: Carlos Menem es reelegido presidente de la Argentina: Por primera vez en la República Argentina, un presidente es reelegido mediante voto popular (y no a través de un colegio electoral), con arreglo a la reforma constitucional llevada a cabo un año antes.

- 1996: Primera victoria del PP en unas elecciones presidenciales. En España la campaña electoral de las elecciones generales anticipadas del 3 de marzo de 1996 estuvieron impregnadas de un tono crecientemente agrio. A pesar de que Felipe González no había resultado directamente implicado en los casos de corrupción económica y terrorismo de Estado que salpicaron a algunos miembros del PSOE y de su gobierno.

### De 1997 a 1999
- 1997: Inicia la era Blair. En las elecciones legislativas de mayo de 1997 en el Reino Unido se puso fin a 18 años de gobierno conservador. El Partido Laborista de Tony Blair consiguió el 45 % de los votos y 419 diputados, mientras que el Partido Conservador de John Major obtuvo el 31 % y 165 escaños. El nuevo gobierno de Blair centró sus prioridades en los aspectos sociales, especialmente en la educación, y propuso también la creación de gobiernos regionales limitados en Escocia y Gales, que fueron corroborados en referéndum en septiembre de 1997.

- 1997: Dolly, primer mamífero clonado a partir de una célula adulta. La opinión pública sufrió una fuerte convulsión a comienzos del año 1997, tras el éxito obtenido por las técnicas genéticas de la clonación. En febrero de aquel año, Nature, una célebre publicación científica, anunciaba la conclusión del experimento llevado a cabo en el Instituto Roslin de Edimburgo por el investigador Ian Wilmurt: por primera vez se había conseguido clonar a un mamífero a partir de una célula adulta. La oveja Dolly era el resultado de la nueva técnica, basada en la transferencia nuclear del ácido desoxirribonucleico (ADN), a una célula de la ubre de otra oveja de seis años de edad. El objetivo del experimento permitía, según sus autores, avanzar en la investigación sobre creación de animales genéticamente idénticos, capaces de producir proteínas de gran valor terapéutico susceptibles de ser empleadas en el tratamiento de patologías humanas.

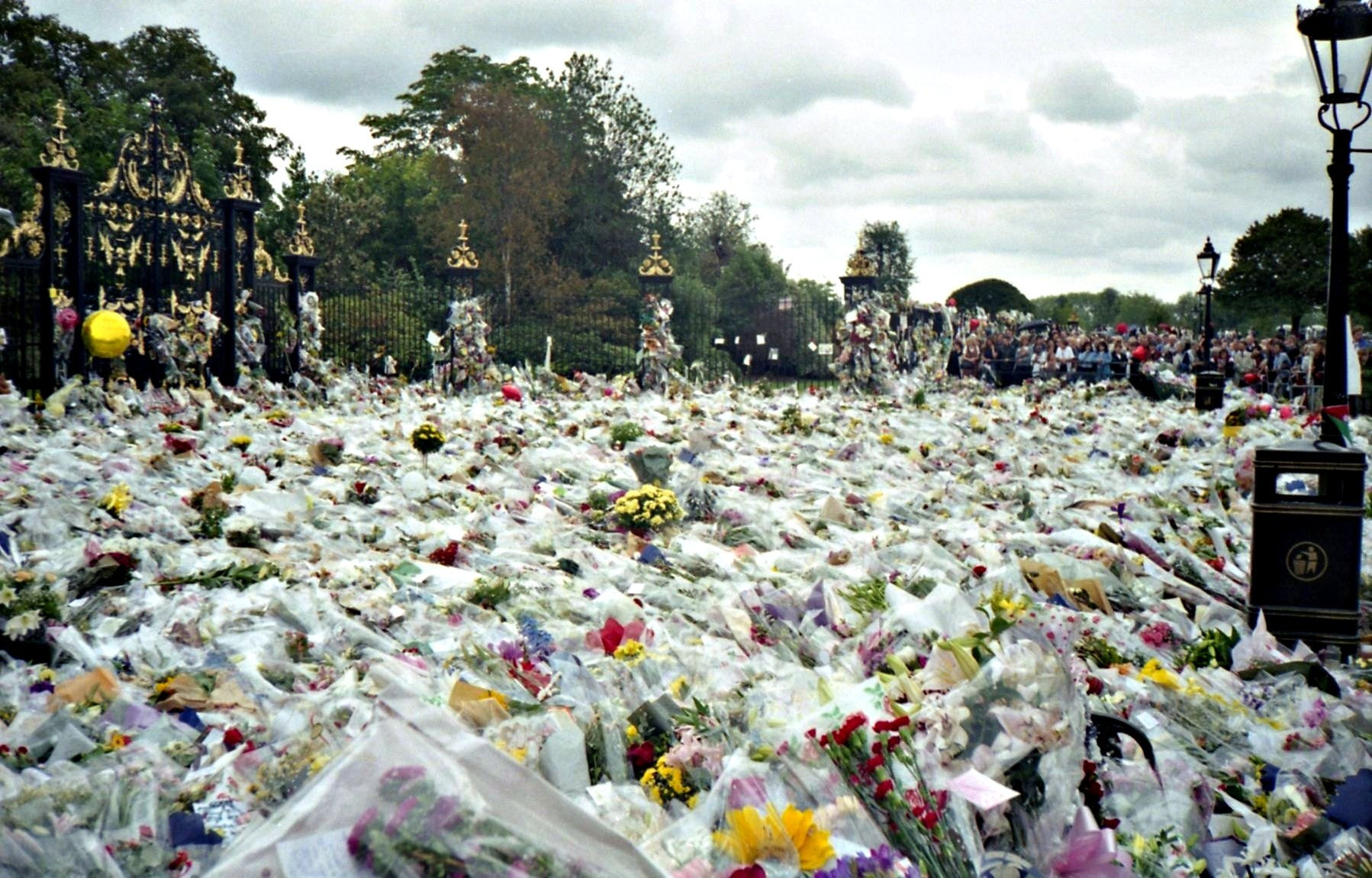
.

- 1997: Muere la princesa del pueblo. La princesa Diana falleció el 31 de agosto de 1997 en un accidente de tráfico en París en el que también perdió la vida su compañero sentimental, el magnate egipcio Dodi al Fayed, que se produjo cuando la pareja era perseguida por reporteros gráficos. La inmediata conmoción popular se unió al duelo manifestado por las principales personalidades internacionales y confirió a Diana una aureola especial, que la convirtió en un personaje casi venerado por buena parte de la población británica e incluso mundial. A esto se unió su propia personalidad y su habitual participación en campañas públicas en defensa de distintas causas, la más famosa de las cuales fue la promovida a favor de la proscripción de las minas antipersonas.

- 1997: Surgimiento del DVD. En 1995, surgió el DVD (Digital Versatile Disc) como un sistema de almacenamiento de información multimedia (datos, audio y video) con formato CD, que engloba los productos DVD-ROM, DVD-Audio y DVD-Vídeo. En 1997, fue lanzado al mercado el primero.

- 1998: Histórica visita de Juan Pablo II a Cuba. Uno de los viajes más importantes y destacados a lo largo del Papado de Juan Pablo II, fue sin duda, su visita a Cuba. La repercusión del viaje fue enorme y concitó la atención mundial. Juan Pablo II reclamó mayores libertades para el pueblo y la iglesia católica en Cuba, pero también manifestó su solidaridad con los países explotados y pidió el cese del embargo económico de los EE. UU. sobre la isla. Castro, por su parte, se comprometió a liberar presos políticos y a tomar en consideración la petición papal sobre las libertades religiosas.

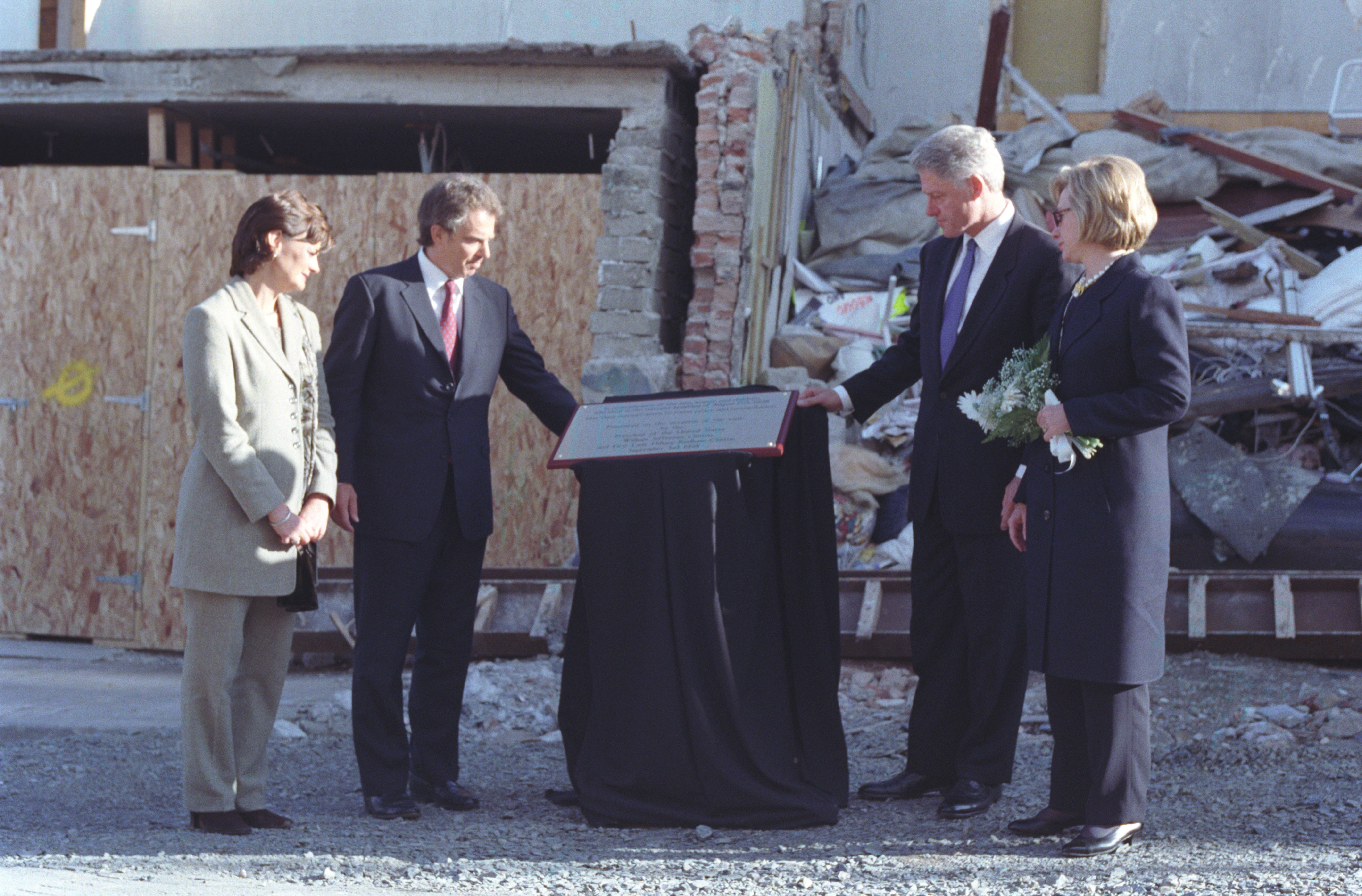
El presidente estadounidense, Bill Clinton y el primer ministro británico, Tony Blair con sus respectivas esposas desvelan una placa en el lugar del atentado terrorista perpetrado por el IRA en Omagh (Irlanda del Norte). 3 de septiembre de 1998.

- 1998: Acuerdo de Stormont. Tras múltiples conversaciones y negociaciones entre republicanos católicos y unionistas protestantes, principales partes implicadas en la cuestión norirlandesa, el 10 de abril de 1998 fueron firmados un conjunto de pactos cuyo objetivo básico era la resolución del conflicto a través de dos resortes: el abandono de la violencia y la creación de instituciones que posibilitaran el autogobierno del territorio. El acuerdo, llamado indistintamente de Stormont o de Viernes Santo (por el lugar y el día en que se produjo su firma), estuvo respaldado por Tony Blair y Bertie Ahern, respectivos primeros ministros del Reino Unido y de la República de Irlanda, y en las negociaciones previas desplegó una actividad fundamental el exsenador estadounidense George Mitchell. Otros nombres claves en este hito fueron John Hume y David Trimble, respectivos líderes del Partido Socialdemócrata y Laborista de Irlanda del Norte, y del Partido Unionista del Úlster, los cuales recibieron el Premio Nobel de la Paz por sus esfuerzos para hallar una solución pacífica. El 22 de mayo de ese mismo año, los ciudadanos de Irlanda del Norte y de la República de Irlanda ratificaron en sendos referéndums el contenido del acuerdo.

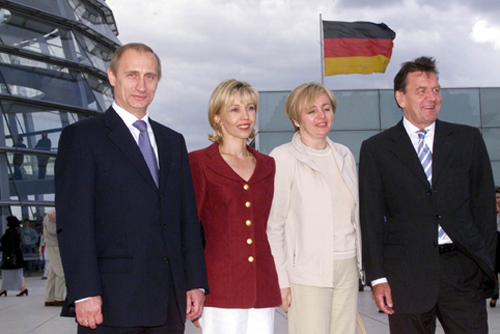
Gerhard Schröder, Canciller de Alemania (a la derecha) con su homólogo ruso, Vladímir Putin y sus respectivas esposas (16 de junio de 2000).

- 1998: Schröder pone fin a la era Kohl en Alemania. El éxito obtenido por Gerhard Schröeder en las elecciones regionales de Baja Sajonia, celebradas en marzo de 1998, desbordó todas las expectativas. El candidato del Partido Socialdemócrata (SPD), con el 47,9% de los votos, se convirtió así en el principal rival de Helmut Kohl a la cancillería federal en las elecciones del 27 de septiembre de ese mismo año. En esta ocasión, Schröder obtuvo el 40,9% de los votos y 298 escaños. La Unión Demócrata Cristiana/Unión Social Cristiana (CDU/CSU), liderada por Kohl, sufrió una estrepitosa derrota (35,2% de los votos y 245 escaños). La victoria de Schröder abrió la posibilidad a una coalición de socialdemócratas y verdes y pusieron fin a la era Kohl tras 16 años.

- 1999: Guerra de Kosovo. En 1992, los habitantes de Kosovo, mayoritariamente albaneses, convocaron un referéndum cuyo resultado mostró el deseo de la población de independizarse. El presidente de Yugoslavia, Milosevic emprendió una durísima represión militar, seguida de un proceso de limpieza étnica en la zona. Ante una catástrofe humanitaria, con cientos de miles de desplazados En esta región, los choques entre el Ejército de Liberación de Kosovo (UCK) y las fuerzas yugoslavas desembocaron en matanzas de la población albanokosovar, situación que provocó que el 24 de marzo de 1999, el secretario general de la OTAN, Javier Solana diera la orden de bombardear objetivos militares y estratégicos serbios en Kosovo y Yugoslavia. El bombardeo duró 78 días entre marzo y junio, hasta que se consiguió que Belgrado aceptara retirar sus tropas de Kosovo, donde se desplegó una fuerza internacional de la ONU.

- 1999: Tragedia de Vargas. En diciembre de 1999, grandes lluvias aterrorizaban Venezuela, entre el 15 y 16 de ese mes, aludes de barro arrastraron miles de objetos como árboles, autos e incluso casas. Arrasó con el Estado Vargas matando a más de 30 000 personas siendo una de las peores tragedias en toda la historia contemporánea

## Nuevos países

### 1990

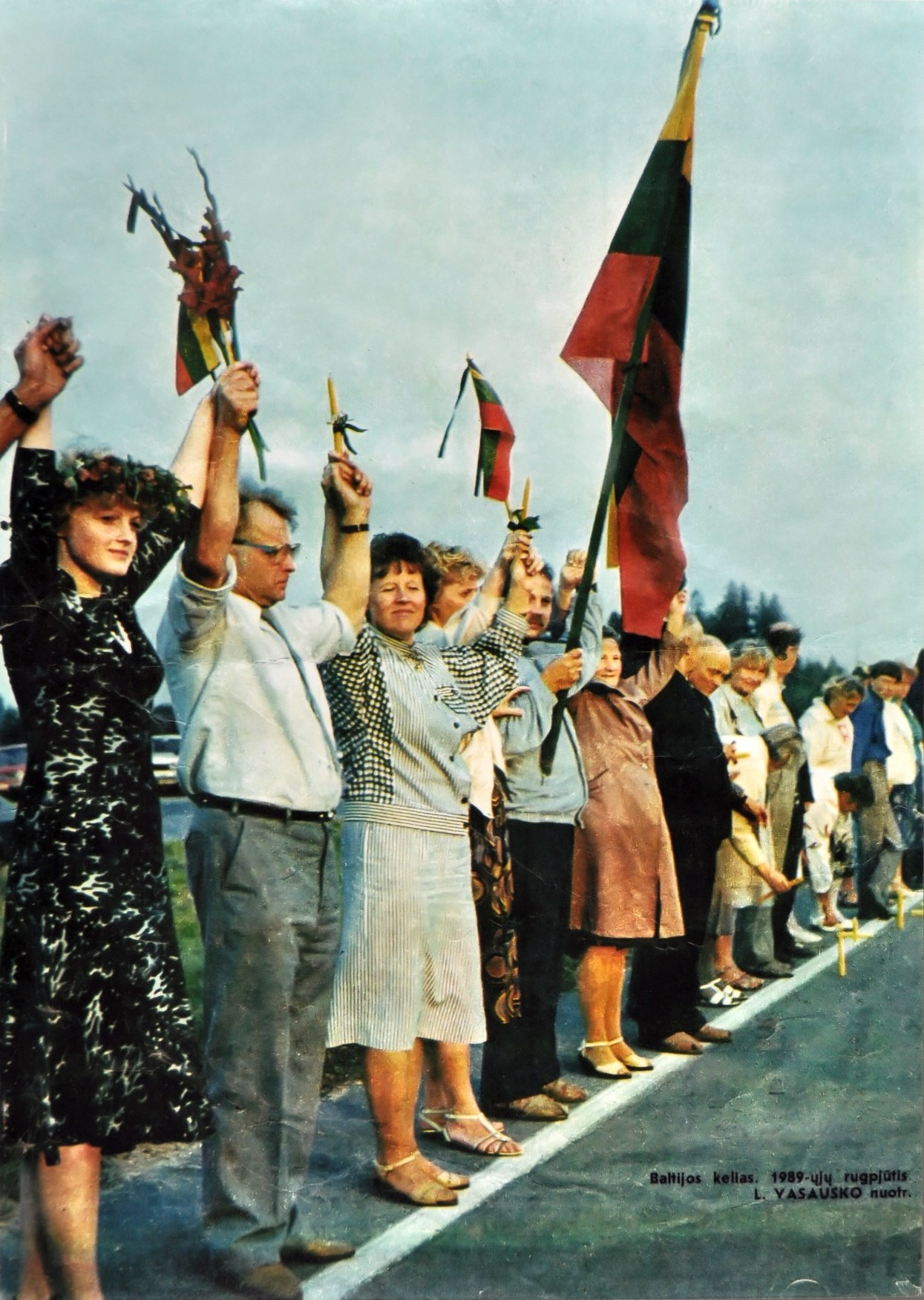

- Lituania (11 de marzo).
- Namibia (21 de marzo).
- Yemen (22 de mayo).
- Transnistria (2 de septiembre).
- Islas Marshall (22 de diciembre).

### 1991
- Somalilandia (18 de mayo)

#### Países independizados de la Unión Soviética (URSS)
- Georgia (9 de abril).
- Ucrania (24 de agosto).
- Estonia (20 de agosto).
- Letonia (21 de agosto).
- Bielorrusia (25 de agosto).
- Moldavia (27 de agosto).
- Azerbaiyán (30 de agosto).
- Kirguistán (31 de agosto).
- Uzbekistán (1 de septiembre).
- Tayikistán (9 de septiembre).
- Armenia (23 de septiembre).
- Turkmenistán (27 de septiembre).
- Kazajistán (16 de diciembre).

#### Países independizados de Yugoslavia
- Croacia (25 de junio).
- Eslovenia (25 de junio).
- Macedonia del Norte (8 de septiembre).

### 1992
- Bosnia y Herzegovina se independiza de Yugoslavia (5 de abril).

### 1993
- 1 de enero: disolución de Checoslovaquia, dando nacimiento a dos nuevos países: República Checa y Eslovaquia.
- 24 de mayo:  Eritrea se independiza de Etiopía.

### 1994
- 1 de octubre:  Palaos se independiza de Estados Unidos.

## Cronología

### 1990
- Liberación de Nelson Mandela.
- Violeta Chamorro, presidenta de Nicaragua.
- Chile vuelve a la democracia; Patricio Aylwin presidente.
- Alberto Fujimori gana las elecciones generales del Perú.
- Irak invade Kuwait.
- Reunificación de Alemania.
- Dimisión de Margaret Thatcher: John Major, nuevo primer ministro de Gran Bretaña.
- Durante todo el año 1990:
  - Abolición del papel dirigente del Partido Comunista en Albania, Bulgaria y en la Unión Soviética.
  - Elecciones democráticas en la República Democrática de Alemania, Bulgaria, Checoslovaquía, Hungría y Rumanía.
- El escritor mexicano, Octavio Paz, Premio Nobel de Literatura.
- Estados Unidos pone en órbita el telescopio espacial Hubble.

### 1991

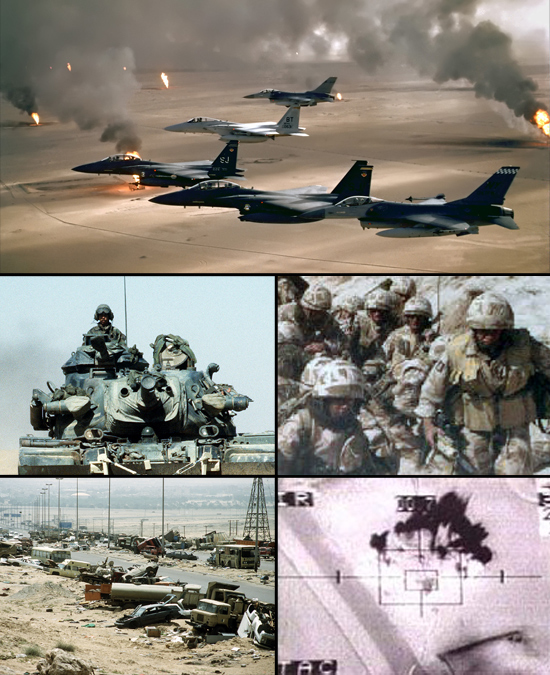
Varias fotografías de la Guerra del Golfo.

- Intervención militar de la Unión Soviética en Lituania.
- Victoria de Estados Unidos y países aliados en la guerra del Golfo.
- Tratado de Asunción: Nacimiento del Mercosur.
- La banda terrorista ETA asesina a 10 personas en un atentado contra la casa cuartel de la Guardia Civil en Vich (Cataluña, España).
- 1991-2001: Guerra civil en Yugoslavia.
- Victoria electoral de los islamistas (FIS) en Argelia.
- Disolución de la Unión Soviética:
  - Boris Yeltsin es proclamado presidente de Rusia. Fracasa un intento de golpe de Estado contra Gorbachov. Disolución del COMECON y del pacto de Varsovia. Dimisión de Gorbachov y final de la Unión Soviética (URSS). Nacimiento de la Comunidad de Estados Independientes (CEI), que integran 15 nuevos Estados.
- Hallazgo del «hombre de hielo» en los Alpes de Ötztal (Austria).

### 1992
- Acuerdos de Chapultepec: termina la guerra en El Salvador tras 12 años de conflicto.
- 4 de febrero y el 28 de noviembre: Se producen dos intentos fallidos de golpe de Estado en Venezuela contra el presidente Carlos Andrés Pérez, el primero dirigido por el teniente coronel Hugo Chávez.
- Argelia: Disolución del Frente Islámico de Salvación e inicio de la guerra civil.
- Asesinadas 22 personas en un atentado en la Embajada de Israel en Argentina.
- El presidente del Perú, Alberto Fujimori efectuó un autogolpe de Estado, disolviendo el Congreso de la República e interviniendo el Poder Judicial de la nación andina, iniciando así un periodo de gobierno de facto.
- Guerra de Bosnia-Herzegovina. Guerra entre Bosnia y Croacia.
- Es capturado Abimael Guzmán, principal dirigente de la banda terrorista Sendero Luminoso.
- Tratado de Maastricht, que consagra el nacimiento de la Unión Europea.
- 1992 en España: Celebración de la Exposición Universal de Sevilla y de los Juegos Olímpicos de Barcelona.

Principal referencia:

### 1993
- Mercado Único Europeo.
- Acuerdo entre Estados Unidos y Rusia de desarme nuclear (START II).
- Captura de Salvatore Riina, jefe de la mayor Familia Criminal Mafiosa del mundo, "Corleonesi".
- Bill Clinton toma posesión como presidente de los Estados Unidos.
- Es destituido de su cargo el presidente de Venezuela Carlos Andrés Pérez, acusado de corrupción por la Corte Suprema de Justicia.
- Acuerdo de paz israelí-palestino en Washington.
- Entrada en vigor del Tratado de Maastricht.
- El líder del Cartel de Medellín, Pablo Escobar es abatido por el Bloque de búsqueda.
- Reparación en órbita del telescopio espacial Hubble.
- El observatorio de Mauna Kea (Hawái), inaugura el telescopio Keck 1, el más grande del mundo (con un espejo de 10 m de diámetro).

### 1994
- Puesta en marcha de las zonas de libre comercio europeas y estadounidenses.
- Insurrección del Ejército Zapatista de Liberación Nacional (EZLN) en México.
- Entra en vigor el Tratado de Libre Comercio de América del Norte.
- Hugo Chávez es indultado por el presidente Rafael Caldera.
- Es asesinado Luis Donaldo Colosio, el candidato del PRI a la presidencia de México.
- Matanzas del mercado de Markale de Sarajevo.
- Ruanda: Guerra Civil y genocidio.
- Instauración de una democracia multirracial en Sudáfrica: en las elecciones generales celebradas en ese país, es elegido presidente Nelson Mandela. Fin del Apartheid.
- Argentina: Atentado a la AMIA causa la muerte de 85 personas.
- Grave crisis financiera en México conocida como El Error de Diciembre o Efecto Tequila.
- Intervención militar rusa en Chechenia.
- Se inaugura el Eurotúnel.
- El hundimiento del ferry Estonia provoca la muerte de 852 personas.

### 1995
- Creación de la Organización Mundial del Comercio (OMC).
- Ingreso en la Unión Europea de Austria, Finlandia y Suecia.
- Fernando Henrique Cardoso, presidente de Brasil
- Entrada en vigor del Acuerdo de Schengen.
- Un ataque terrorista en Oklahoma City (EE. UU.) provoca la muerte de 168 personas.
- Jacques Chirac, es elegido presidente de la República francesa.
- Masacre de Aguas Blancas en México.
- Matanza de las tropas serbias en Srebrenica.
- Asesinato de Isaac Rabin en Tel-Aviv.
- Acuerdos de Dayton para la paz en Bosnia-Herzegovina.
- En Berlín, el escultor Christo realiza la envoltura del Reichstag.
- Inauguración de la Ciudad de la Música de París, obra de Christian de Portzamparc.
- Sobrevuelo del Polo Norte del Sol por la sonda espacial europea Ulises (el Polo Sur fue sobrevolado en 1994).
- Primer desciframiento completo del código genético de un organismo vivo, la bacteria Haemophilus influenzae.

### 1996
- El presidente de los Estados Unidos, Bill Clinton firma la ley Helms-Burton; se endurece la acción contra la dictadura Castrista.
- José María Aznar (Partido Popular), es elegido presidente del gobierno español.
- 1996-1999: Benjamín Netanyahu (Likud), primer ministro de Israel.
- Instauración del régimen talibán en Afganistán.
- Un comando terrorista del MRTA toma la embajada japonesa en Lima (Perú), donde se realizaba una fiesta, secuestrando a más de 600 personas.
- Revelación de la posible contaminación del hombre por la EEB (encefalopatía espongiforme bovina), también llamada «enfermedad de las vacas locas».
- El Teatro La Fenice (Venecia), destruido por un incendio.
- Fracaso del primer vuelo de prueba de la lanzadora espacial, Ariane 5, al año siguiente (1997) en su segundo intento tendría éxito.

Principal referencia:

### 1997
- Insurrecciones en Albania.
- Masacres de población civil en Argelia.
- El ejército peruano rescata a los rehenes de la embajada japonesa que fue tomada por el grupo terrorista del MRTA en Lima.
- En el Reino Unido, los laboristas —Tony Blair— regresan al poder.
- Derrocamiento de Mobutu Sese Seko: Zaire se convierte en la República Democrática del Congo.
- Reino Unido devuelve Hong Kong a China.
- El G7 se convierte en el G8 tras la admisión de Rusia.
- La banda terrorista ETA secuestra y asesina al concejal del PP en Ermua; Miguel Ángel Blanco.
- Fallece Lady Diana en París.
- Tratado de Ámsterdam.
- Tratado de Ottawa sobre la prohibición de las minas antipersonales.
- Matanza de Acteal en México.
- Grave crisis financiera en el sudeste asiático.
- En Bilbao se inaugura el museo Guggenheim de Frank Gehry.
- Nacimiento de Dolly, primera oveja creada por clonación a partir de una célula adulta.
- La sonda espacial de la NASA Mars Pathfinder inicia la exploración de la superficie de Marte.
- Digital Versatile Disc (DVD).
- El fenómeno El Niño perturba el clima mundial.

### 1998
- Viaje de Juan Pablo II a Cuba.
- Titanic de James Cameron consigue 11 Premios Óscar de la Academia.
- Firma del acuerdo de Viernes Santo por la paz en Irlanda del Norte.
- Designación de los países de la Unión Europea llamados a participar en el lanzamiento del Euro el 1 de enero de 1999 y constitución del Banco Central Europeo.
- La banda terrorista IRA perpetra un sangriento atentado en Omagh.
- Los socialdemócratas (Gerhard Schröder) regresan a la cancillería de Alemania.
- El juez español Baltasar Garzón logra que la policía británica detenga a Augusto Pinochet por crímenes contra la Humanidad.
- Exposición Internacional de Lisboa.
- Comercialización de Viagra, un fármaco contra la impotencia sexual masculina.
- Inicio del boom por la telefonía móvil.
- Estación Espacial Internacional.
- El huracán Mitch devasta Centroamérica y provoca más de 11 000 muertos.

### 1999
- Entrada en vigor del euro.
- Hugo Chávez es investido presidente de Venezuela.
- El Senado de los Estados Unidos absuelve a Bill Clinton de las acusaciones de perjurio y obstrucción a la justicia.
- La Cámara británica de Los Lores permite la extradición de Pinochet a España.
- "Marzo paraguayo" provocado tras el asesinato de Luis María Argaña, vicepresidente del Paraguay.
- Guerra de Kosovo: La OTAN bombardea Yugoslavia: La represión serbia en Kosovo generó miles de refugiados.
- El radical conservador Fernando de la Rúa, presidente de Argentina.
- Guerra entre Rusia y Chechenia.
- Boris Yeltsin dimite como presidente ruso.
- Inauguración de la cúpula del nuevo Reichstag de Berlín (Norman Foster), edificio desde entonces es sede del Gobierno de Alemania.
- Reinauguración de la capilla Sixtina tras completarse su restauración.
- Eileen Collins, primera mujer que comanda una misión espacial.
- Un violento terremoto provoca más de 14 000 muertos en İzmit (Turquía).
- Tragedia de Vargas en Venezuela: fallecen más de 20.000 personas y 150.000 personas son evacuadas.

Principal referencia:
Principales referencias:  

## Cronología de otros eventos que ocurrieron durante la década

### 1990
- Lech Walesa, presidente de Polonia.
- Saqueo de la sede de la Stasi en el Berlín Este.
- Asesinados los candidatos a las elecciones presidenciales en Colombia:
  - Bernardo Jaramillo Ossa (1955-1990).
  - Carlos Pizarro Leongómez (1951-1990).
- Democratización de numerosos regímenes del África subsahariana.

### 1991
- Asesinato del político indio, Rajiv Gandhi.
- Proclamación de la Constitución Política de Colombia.

### 1992
- Explosiones de Guadalajara (México).
- Inicio de la privatizaciones en Rusia.
- Disturbios raciales en Los Ángeles.
- Rigoberta Menchú, premio Nobel de la Paz.

### 1993
- Estados Unidos: Asedio de Waco.

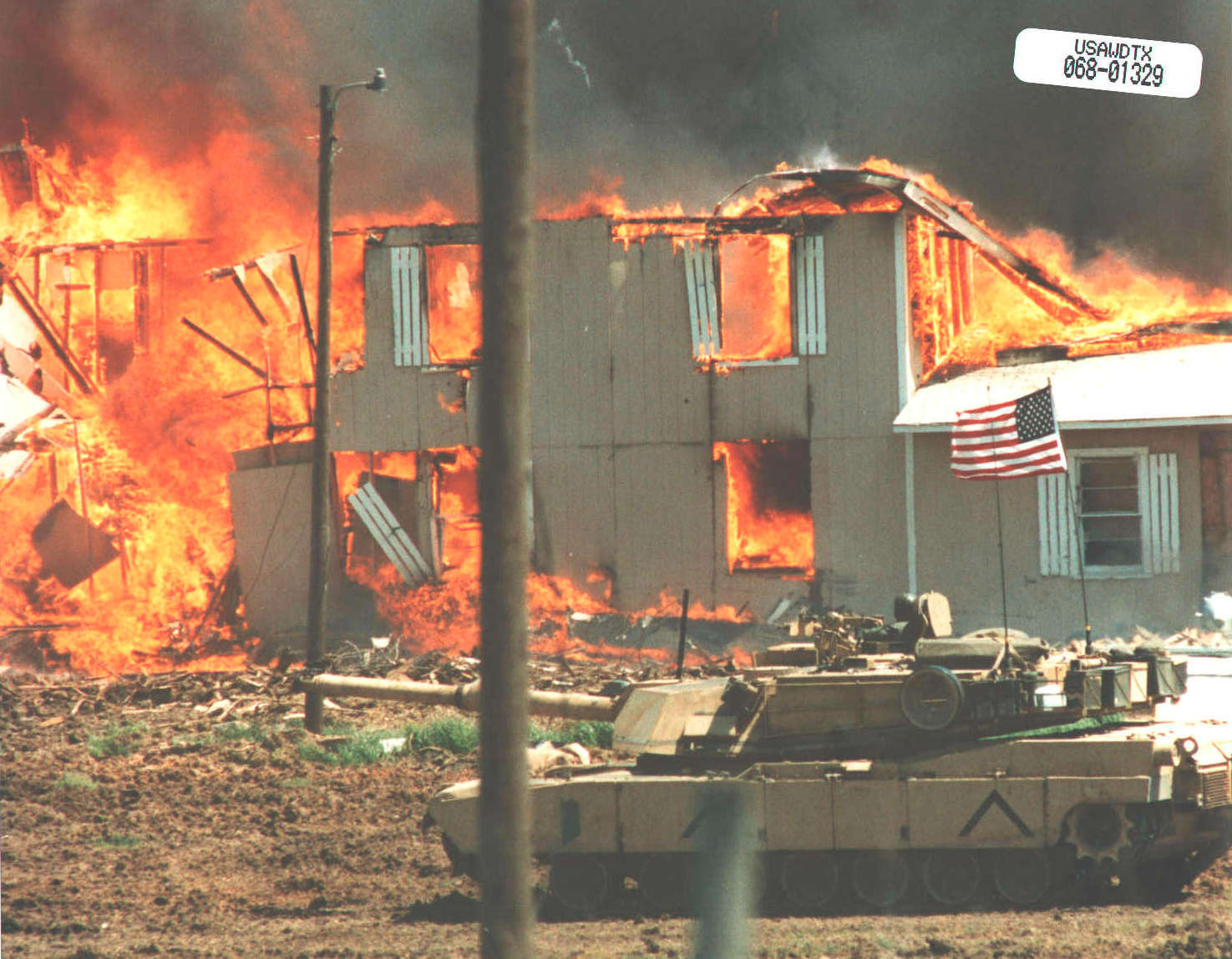

- Fallece el rey Balduino de Bélgica, tras 42 años de reinado. Lo sucede su hermano Alberto.
- Restauración de la monarquía en Camboya.

### 1994
- Se aprueba la reforma de la Constitución Nacional Argentina.
- Protestas del "Maleconazo" en Cuba.
- Demostración del «gran teorema de Fermat».
- Primeras pruebas de la existencia del «quark top», el último de los seis quarks.

### 1995
- Entrada en vigor de Mercosur.
- Guerra del Cenepa.
- Tratado de no-proliferación nuclear prorrogado indefinidamente.
- Victoria del «no» en el referéndum por menos de 55 000 votos en contra de que Quebec no sigue siendo parte de Canadá.
- Julio María Sanguinetti es reelegido como presidente en Uruguay.
- Es asesinado el político colombiano, Álvaro Gómez Hurtado.
- El Partido Comunista, primera fuerza política de Rusia.
- Creación de los primeros átomos de antimateria (antihidrógeno) en Cern.

### 1996
- Descubiertos en el mar Mediterráneo de los restos del Palacio de Alejandría.
- Firma de los Tratados de Paz Firme y Duradera en Guatemala.
- Reelección de los presidentes Bill Clinton y Boris Yeltsin en los Estados Unidos y Rusia, respectivamente.
- Intento de golpe de Estado en Paraguay, encabezado por el entonces General Lino Oviedo.[7]
- Termina la guerra civil de Guatemala.

### 1997
- 1997-2002: Arnoldo Alemán, presidente de Nicaragua.
- 1997-2005: Mohamed Jatamí, presidente de la República de Irán.
- Asesinan al diseñador italiano Gianni Versace frente a su mansión en Miami.
- Lanzamiento de un proyecto de cartografía tridimensional del cerebro humano.
- La basílica de San Francisco de Asís, dañada por un seísmo.

### 1998

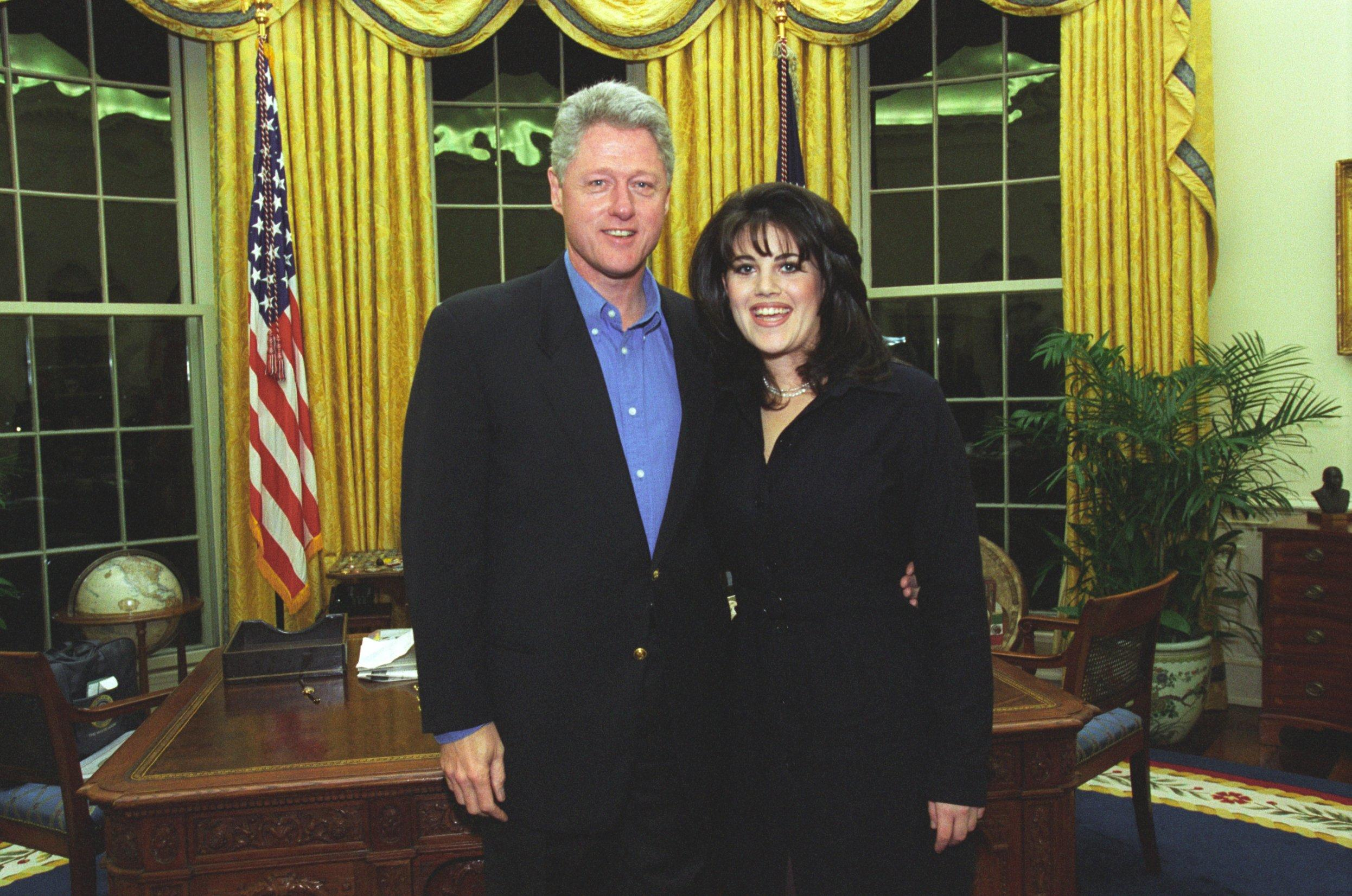
El presidente de los Estados Unidos, Bill Clinton junto a la becaria Monica Lewinsky en el Despacho Oval de la Casa Blanca.

- La banda terrorista ETA asesina en Sevilla al concejal del PP Alberto Jiménez-Becerril y a su esposa Ascensión García.
- El disidente Kim Dae Jung, presidente de la República de Corea del Sur.
- Escándalo Lewinsky.
- Firma del Acta de Brasilia.
- El astronauta español, Pedro Duque viaja al bordo del Discovery.
- El parque de Doñana, contaminado por la rotura de la presa de una mina de Aznalcóllar.

### 1999
- Detención del dirigente kurdo, Abdullah Öcalan.
- En la Escuela Secundaria de Columbine (Estados Unidos), dos estudiantes asesinan a 12 estudiantes y un profesor para luego suicidarse.
- Nelson Mandela deja la presidencia de Sudáfrica.
- 1999-2001: El laborista Ehud Barak, primer ministro de Israel.
- Constitución Bolivariana de Venezuela.
- Macao pasa de ser un territorio portugués a ser una región económica especial china.
- El museo Metropolitano de Nueva York recibe una de las mayores donaciones de su Historia.
- Catastrófico Festival Woodstock '99.
- En Armenia, Quindío, un terremoto sacude la ciudad y deja 1900 víctimas mortales.
- Último Eclipse del Milenio.

## Ciencia y tecnología

### 1990
- Nacimiento de la World Wide Web. El físico del CERN, Tim Berners-Lee crea el protocolo HTTP, el primer navegador de Internet (un cliente Web, llamado WorldWideWeb (WWW)), y el primer servidor web de la historia, info.cern.ch. Para el día de Navidad, los navegadores instalados en los ordenadores de Tim Berners-Lee y Robert Cailliau podían comunicarse con el primer servidor web a través de Internet.

### 1992
- Inicio de las primeras redes GSM en Europa.
- Fotografía digital.
- El Compact Disc interactivo y el Compact Disc foto.

### 1993
- Microsoft Encarta.
- 24 de marzo: Se descubre un nuevo cometa, bautizado como Shoemaker-Levy 9 en honor a sus dos descubridores.

### 1994
- Primera videoconsola de Sony: PlayStation.
- Sega Saturn.

### 1995
- Windows 95.
- Microsoft Office 95.
- Toy Story: primera película realizada por ordenador.

### 1996
- Nintendo 64.

### 1997
- DVD.

### 1998
- Windows 98.
- iMac (Apple).
- USB 1.1.
- Creación del software malicioso: NetBus.
- Napster.
- Dreamcast (Sega).
- Game Boy Color (Nintendo).

### 1999
- MSN Messenger.
- Pentium III.

## Cine

### De 1990 a 1994

Forrest Gump (1994).

- 1990: Dances with Wolves de Kevin Costner.
- 1990: Goodfellas de Martin Scorsese.
- 1991: Terminator 2: el juicio final de James Cameron.
- 1991: The Silence of the Lambs de Jonathan Demme.
- 1993: A Perfect World de Clint Eastwood.
- 1993: Parque Jurásico de Steven Spielberg.
- 1993: La lista de Schindler de Steven Spielberg.
- 1994: Forrest Gump de Robert Zemeckis.
- 1994: Pulp Fiction de Quentin Tarantino.
- 1994: The Shawshank Redemption de Frank Darabont.

### De 1995 a 1999
- 1995: Seven de David Fincher.
- 1995: Braveheart de Mel Gibson.

Titanic (1997).

- 1997: Full Monty de Peter Cattaneo.
- 1997: Titanic de James Cameron.
- 1997: La vida es bella de Roberto Benigni.
- 1998: American History X de Tony Kaye.
- 1998: The Truman Show de Peter Weir.
- 1999: Fight Club de David Fincher.
- 1999: The Matrix de Hermanas Wachowski.

Principal referencia:

#### Renacimiento de Disney
- 1990: Bernardo y Bianca en Cangurolandia
- 1991: La bella y la bestia
- 1992: Aladdín
- 1994: El rey león
- 1995: Pocahontas
- 1995: Toy Story
- 1995: A Goofy Movie
- 1996: El jorobado de Notre Dame
- 1997: Hércules
- 1998: Mulan
- 1998: Bichos: Una aventura en miniatura
- 1999: Tarzán
- 1999: Toy Story 2

#### Mención a otras películas de la década

##### De 1990 a 1994
- 1990: Cyrano de Bergerac
- 1990: Edward Scissorhands
- 1990: Ghost
- 1990: Home Alone
- 1990: Total Recall
- 1991: Roujin Z
- 1991: Thelma and Louise
- 1992: Home Alone 2: Lost in New York
- 1992: Porco Rosso
- 1992: Unforgiven
- 1992: Reservoir Dogs
- 1993: Ninja Scroll
- 1993: The Nightmare Before Christmas
- 1994: True Lies
- 1994: La Máscara
- 1994: Stargate

##### De 1995 a 1999
- 1995: Clueless
- 1995: Pompoko
- 1995: Jumanji
- 1995: Balto
- 1995: Memories
- 1995: Susurros del corazón
- 1995: Ghost in the Shell

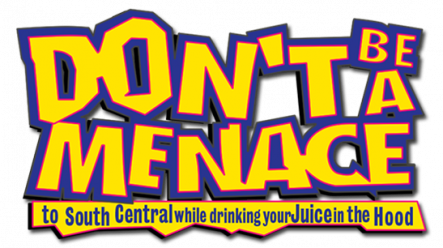
Logo de la película de Los colegas del barrio.

- 1996: Don't Be a Menace to South Central While Drinking Your Juice in the Hood
- 1996: Independence Day
- 1996: Swingers
- 1996: Trainspotting
- 1996: Fargo
- 1996: La Roca
- 1996: Mars Attacks!
- 1996: Scream
- 1996: Space Jam
- 1997: Anastasia
- 1997: El quinto elemento
- 1997: Men In Black
- 1997: La princesa Mononoke
- 1997: Perfect Blue
- 1997: The End of Evangelion
- 1998: Armageddon
- 1998: Meet Joe Black
- 1998: Saving Private Ryan
- 1999: American Beauty
- 1999: American Pie
- 1999: The Sixth Sense
- 1999: El gigante de hierro
- 1999: El proyecto de la bruja de Blair
- 1999: The Green Mile
- 1999: Star Wars: Episodio I - La amenaza fantasma
- 1999: South Park: Bigger, Longer & Uncut

## Televisión y series

### Series de televisión

#### Estados Unidos

##### De 1990 a 1994
- 1989-2001: Baywatch
- 1990-2000: Beverly Hills 90210
- 1990-1996: El príncipe de Bel-Air
- 1990-2010: La ley y el orden
- 1990-1991: Twin Peaks
- 1991-1995: Blossom
- 1991-1994: Dinosaurios
- 1991-1994: Clarissa lo explica todo
- 1992-1999: Melrose Place
- 1993-1995: Mighty Morphin Power Rangers
- 1993-1996: Mission Top Secret
- 1993-2000: Boy Meets World
- 1993-2009: ER
- 1993-2001: Walker, Ranger de Texas
- 1993-1999: La Niñera
- 1993-1996: seaQuest DSV
- 1993-2002: The X-Files
- 1994-2004: Friends
- 1994-2000: Party of Five

##### De 1995 a 1999
- 1995-2005: JAG
- 1995-1998: Pesadillas
- 1995-1999: Hercules Los Viajes Legendarios
- 1995-2000: Las nuevas aventuras de Flipper
- 1995-2001: Xena La Princesa Guerrera
- 1996-2003: Sabrina La Bruja Adolescente
- 1996-2005: Everybody Loves Raymond
- 1997-2002: Daria
- 1997-2002: Ally McBeal
- 1997-2003: Buffy, la cazavampiros
- 1998-2003: Dawson's Creek
- 1998-2004: Sex and the City
- 1998-2006: Aquellos maravillosos 70
- 1998-2006: Embrujadas
- 1998-2006: Will and Grace
- 1998: Martial Law
- 1999-2000: Freaks and Geeks
- 1999-2005: Third Watch
- 1999-2006: El ala oeste de la Casa Blanca
- 1999-2007: Los Soprano
- 1999-presente: La Ley y El Orden: Unidad de Víctimas Especiales
- 1999-presente: Padre de familia

#### Argentina
- 1995-2001: Chiquititas
- 1997-1998: Cebollitas
- 1998-2000: Verano del 98

#### Canadá
- El club de la medianoche

#### Chile
- 1992: Buenos días a todos
- 1993: Marron Glacé
- 1995: Estúpido Cupido
- 1995-2001: Viva el Lunes
- 1995-2002: Maravillozoo
- 1996: Sucupira

#### Colombia
- 1994-1995: Las Aguas Mansas
- 1994-1995: Café Con Aroma De Mujer
- 1999-2000: Yo Soy Betty La Fea

#### España
- 1991-1995: Farmacia de guardia
- 1995-1999: Médico de familia
- 1997-2002: Al salir de clase
- 1998-2002: Compañeros
- 1998-2001: Manos a la obra
- 1999-2006: 7 vidas

#### Perú
- 1990-1991: Natacha
- 1990-1996: Nubeluz
- 1998: Cosas del amor
- 1997-1999: Pataclaun

#### México
- 1991-1992: Muchachitas
- 1993-1994: Corazón Salvaje
- 1994: Marimar
- 1998: La usurpadora

#### Venezuela
- Mundo de Fieras
- Por estas calles
- Cara sucia
- Como tú ninguna
- Kassandra

### Series de animación

#### De los 1990 a 1994
- 1990-1995: Tiny Toons
- 1990-1992: Moomin
- 1991-1999: Doug
- 1991-2004: Rugrats
- 1991: El mundo de Super Mario
- 1992-1995: Batman
- 1992-1994: Conan
- 1992-1993: Las aventuras de Sonic el Erizo
- 1992-1997: Sailor Moon
- 1992-...: Shin-chan
- 1992-1997: X-Men
- 1993-1994: Sonic el héroe
- 1993-1998: Animaniacs
- 1993-2011: Beavis and Butthead
- 1993-1996: Los motorratones de Marte
- 1994-1997: Gárgolas
- 1994-1996: Bump in the Night
- 1994-1998: Spider-Man
- 1994-1996: VR Troopers
- 1994-1999: Where on Earth Is Carmen Sandiego?

#### De 1995 a 1999
- 1995-2003: El laboratorio de Dexter
- 1995-1996: Neon Genesis Evangelion
- 1996: Die Bambus-Bären-Bande
- 1996-1997: Dragon Ball GT
- 1996-1998: Rurouni Kenshin
- 1996-2022: Arthur
- 1996-1997: Mighty Ducks
- 1997-...: Pokémon
  - 1997-2002: Pokémon: Serie Original
- 1997-...: South Park
- 1997-2001: Recreo
- 1998: Cowboy Bebop
- 1998: Serial Experiments Lain
- 1998: Trigun
- 1999-...: Digimon
  - 1999-2000: Digimon Adventure
- 1998-2005: Las chicas superpoderosas
- 1999-2009: Ed, Edd y Eddy
- 1999-2013: Futurama
- 1999-...: One Piece
- 1999-2000: Ojamajo Doremi
- 1999-2016: Happy Tree Friends
- 1999-...: Padre de familia
- 1999-...: Bob Esponja

#### Mención a otras series de animación de los 90

##### De 1990 a 1994
- 1991: Reporter Blues
- 1992: La Tropa Goofy
- 1992-1993: The Adventures of T-Rex
- 1994-1996: Detective Bogey
- 1994-1996: Iron Man
- 1994-1997: Duckman
- 1994-1998: La pajarería de Transilvania

##### De 1995 a 1999
- 1995-1998: Pinky y Cerebro
- 1995-1997: ¡Fenomenoide!
- 1995-1997: La Máscara
- 1995: Mortadelo y Filemón
- 1996: Quack Pack
- 1997-2000: Pepper Ann
- 1997-1999: Cow and Chicken
- 1997-2004: Johnny Bravo
- 1997-2007: Celebrity Deathmatch
- 1998-1999: Hércules

## Videojuegos

### 1990-1994
- 1990: Castle of Illusion
- 1990: Super Mario World
- 1991: Fatal Fury
- 1991: Street Fighter II: The World Warrior
- 1991: Sonic the Hedgehog
- 1991: The Legend of Zelda: A Link to the Past
- 1992: Art of Fighting
- 1992: Streets of Rage II
- 1992: Mortal Kombat
- 1992: Wolfenstein 3D
- 1992: Super Mario Kart
- 1992: Sonic the Hedgehog 2
- 1992: Thunder Force IV
- 1993: Disney's Aladdin
- 1993: Doom
- 1993: Samurai Shodown
- 1993: Mega Man X
- 1994: The Adventures of Batman & Robin (videojuego)
- 1994: Super Street Fighter II Turbo
- 1994: Killer Instinct
- 1994: Super Metroid
- 1994: The King Of Fighters '94
- 1994: Sonic the Hedgehog 3
- 1994: Sonic & Knuckles
- 1994: Final Fantasy VI
- 1994: Donkey Kong Country
- 1994: EarthBound

### 1995-1999

#### 1995
- Comix Zone
- Chrono Trigger
- Super Mario World 2: Yoshi's Island
- Ristar
- Rayman
- The King of Fighters '95
- Virtua Fighter 2
- Donkey Kong Country 2: Diddy's Kong Quest
- Street Fighter Alpha

#### 1996
- Pokémon Red y Blue
- Super Mario 64
- Resident Evil
- Crash Bandicoot
- Quake
- The King of Fighters '96
- Tomb Raider
- Donkey Kong Country 3: Dixie Kong's Double Trouble!
- X-Men vs. Street Fighter
- Touhou: Highly Responsive to Prayers

#### 1997
- Castlevania: Symphony of the Night
- Dungeon Keeper
- Final Fantasy VII
- GoldenEye 007
- Crash Bandicoot 2: Cortex Strikes Back
- Star Fox 64
- G-Darius
- Grand Theft Auto
- Gran Turismo
- The King of Fighters '97
- Tomb Raider II
- Tekken 3

#### 1998
El año 1998 es considerado como el mejor y más importante de la historia de los videojuegos.
- The Legend of Zelda: Ocarina of Time
- Half Life
- Metal Gear Solid
- Resident Evil 2
- Silent Hill
- Spyro the Dragon
- Banjo-Kazooie
- Parasite Eve
- Xenogears
- Starcraft
- Sonic Adventure
- Crash Bandicoot 3: Warped
- Grim Fandango
- Radiant Silvergun
- Soulcalibur
- The King of Fighters '98
- Marvel vs. Capcom: Clash of Super Heroes

#### 1999
- Final Fantasy VIII
- Parasite Eve II
- Unreal Tournament
- Quake III Arena
- Dino Crisis
- Super Smash Bros.
- Donkey Kong 64
- Shenmue
- Sonic Adventure
- Crazy Taxi

#### Mención de otros videojuegos de la década

##### De 1990 a 1994
- 1992: Night Trap

##### De 1995 a 1999
- 1998: Tomb Raider III
- 1999: Rayman 2: The Great Escape
- 1999: Grand Thet Auto: London 1961
- 1999: Tomb Raider: The Last Revelation
- 1999: Grand Theft Auto 2

## Deportes

### 1990
- La selección de la República Federal de Alemania conquista su tercer Mundial de fútbol, tras vencer a la selección albiceleste en la final por 1-0.
- Por segunda vez en la historia, el Real Madrid consigue la gesta de conquistar cinco Ligas de manera consecutiva. Fue además el canto del cisne de la de la Quinta del Buitre.
- Buster Douglas
- La tenista Mónica Seles —de 16 años—

### 1991
- El club Colo Colo logra la primera Copa Libertadores de América, siendo el único equipo chileno que logra esa hazaña.

### 1992
- Celebración de la XXV edición de los Juegos Olímpicos y de la IX edición de los Juegos Paralímpicos en Barcelona (España).
  - Dream Team
- El FC Barcelona gana su primera Champions League dejando Subcampeón a la Sampdoria.

### 1993
- Gunter Parche —un fanático de Graf— apuñaló por la espalda a Mónica Seles durante el torneo de Hamburgo.
- Argentina 0 - Colombia 5

### 1994
- La selección brasileña con Romário como gran estrella se alza con su cuarto Mundial de fútbol —celebrado por primera vez en los Estados Unidos— tras vencer en la tanda de penaltis 3-2 —la única final a fecha de hoy, en la que no se ha anotado ningún gol— a la selección de Italia.
- Muere asesinado, el futbolista colombiano Andrés Escobar, tras participar, rindiendo como homenaje póstumo un minuto de silencio en los partidos de octavos de final.
- En el Gran Premio de San Marino en el circuito de Ímola, Senna Ratzenberger.
- El Barça es goleado 4-0 por el AC Milán en la final de la Copa de Europa.
- Por la Copa Intercontinental, el modesto Club Atlético Vélez Sarsfield argentino vence al poderoso A.C. Milan italiano por 2 a 0 contra todo pronóstico.

### 1995
- Casartelli
- Se juega la final del mundial de rugby en Sudáfrica.

### 1996
- Celebración de la XXVI edición de los Juegos Olímpicos y de la X edición de los Juegos Paralímpicos en Atlanta (Estados Unidos).
- Richard Krajicek
- Muere el exfutbolista peruano, Teodoro "Lolo" Fernández, símbolo de Universitario de Deportes

### 1997
- Retirada de Miguel Induráin como ciclista profesional.
- Mike Tyson, le arrancó de un mordisco un trozo de oreja a Holyfield.
- Tenis: el año de Martina Hingis —la tenista suiza—.
- El Club Alianza Lima, logra quedar campeón luego de 18 años, desde 1978 no era campeón.

### 1998
- 32 años después, el Real Madrid logró su séptima Copa de Europa al ganar a la Juventus de Turín en la final por 1-0 —gol de Mijatovic—.
- Caso Festina.
- Se realiza la copa del mundo de 1998; en la final, Francia gana su primera copa ante la selección brasileña (3-0).

### 1999

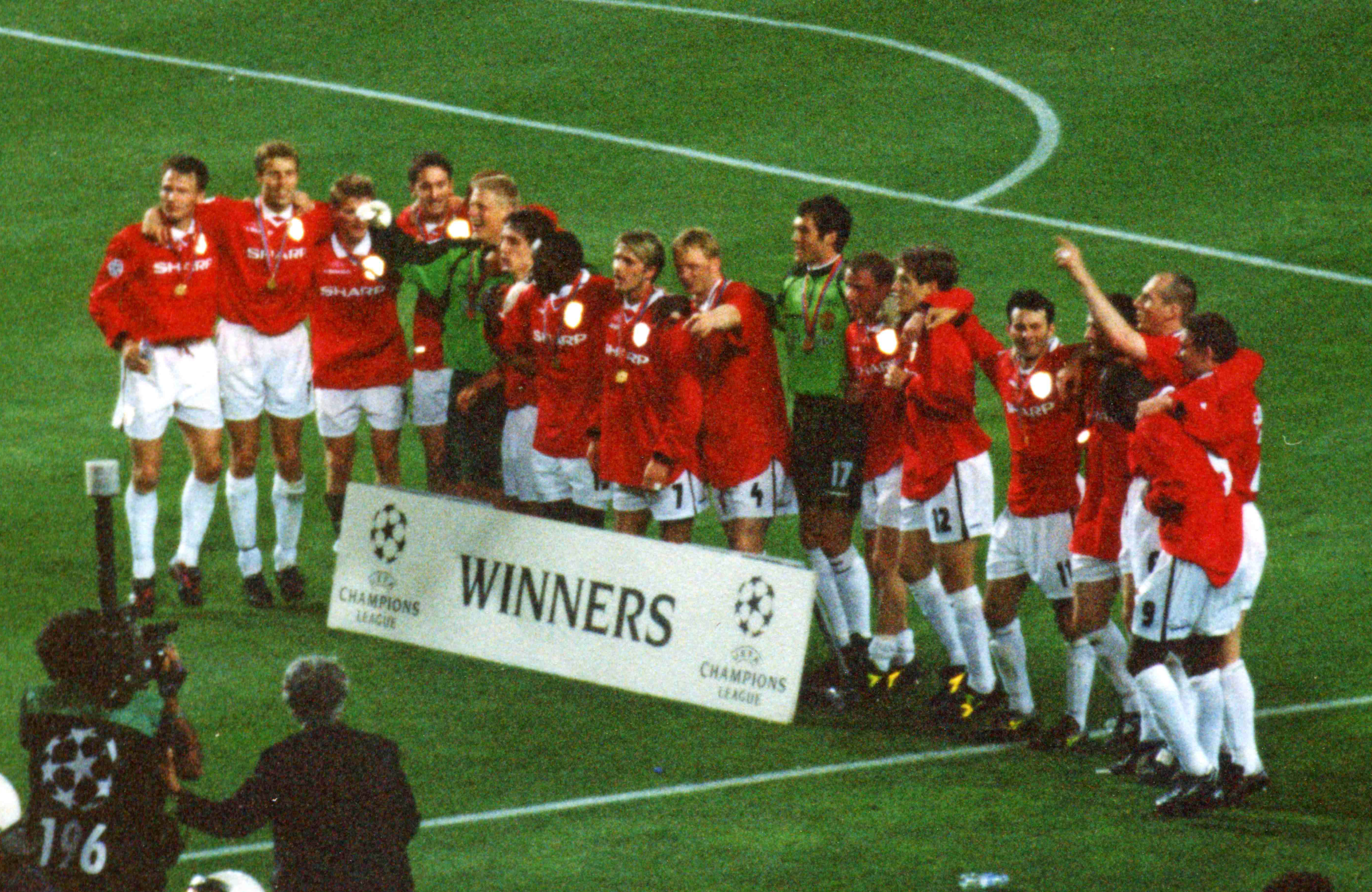

- Manchester United gana triplete; Premier League, FA Cup y UEFA Champions League.